# Kalannie
Kalannie är en ort i Australien. Den ligger i kommunen Dalwallinu och delstaten Western Australia, omkring 210 kilometer nordost om delstatshuvudstaden Perth.
Trakten runt Kalannie är nära nog obefolkad, med mindre än två invånare per kvadratkilometer.. Det finns inga andra samhällen i närheten.
Trakten runt Kalannie består till största delen av jordbruksmark. Genomsnittlig årsnederbörd är 360 millimeter. Den regnigaste månaden är januari, med i genomsnitt 46 mm nederbörd, och den torraste är december, med 10 mm nederbörd.